# 刘过
刘过（1154年—1206年），字改之，号龙洲道人，太和（今江西吉安市泰和縣）人，一作庐陵（今江西吉安市）人。南宋词人。
喜言兵事，早年流落江湖，重义气，力主恢复北土，與岳珂友好，与辛弃疾有唱和，词风亦相近，“赡逸有思致”。刘熙载说“刘改之词狂逸中自饶俊致”。与劉仙倫齐名，世称庐陵二布衣。有《龙洲集》、《龙洲词》。代表作有《唐多令》等。
"欲买桂花同载酒，终不似，少年游。"是刘过最有名的一句诗，出自他的《唐多令·芦叶满汀洲》。